# Aardbeving San Salvador 1891
De San Salvador-aardbeving van 9 september 1891 was een zware aardbeving die grote materiële schade veroorzaakte in El Salvador. 
San Salvador ligt op een erg actieve breuklijn en werd in het verleden getroffen door zware aardbevingen in 1575, 1593, 1625, 1656 en 1798. In de 19e eeuw waren er zware aardbevingen in 1839, 1854 en 1873. Vooral de aardbeving van 1854 was erg zwaar waardoor bijna alle gebouwen in de stad vernield werden.
In de eerste dagen van september 1891 werden de vulkanen Izalco en San Miguel actief. Er waren ondergrondse geluiden hoorbaar en enkele lichte schokken voelbaar. In de avond van 8 september waren er verschillende aardbevingen voelbaar in San Salvador maar de grootste aardschok volgde in de vroege ochtend van 9 september, om 02:05 uur. Het was een verticale schok die 20 seconden aanhield en gepaard ging met een oorverdovend lawaai. Vele gebouwen stortten in in de hoofdstad en tot 110 kilometer in de omtrek. Ook in de steden Analquito, Comasagua, Cojutepeque, Santa Tecla en San Pedro Masahuit was er zware schade. Gedurende de hele voormiddag volgden er naschokken.